# Mamady Sidibe
Mamady Sidibé (Bamako, 18 dicembre 1979) è un ex calciatore maliano, di ruolo attaccante.
Il 25 febbraio 2015 si è ritirato dal calcio professionistico.